# Mykolajivská oblast
Mykolajivská oblast či Nikolajevská (ukrajinsky Миколаївська область, Mykolajivska oblasť; někdy též Миколаївщина / Mykolajivščyna) je jednou z 24 samosprávných oblastí Ukrajiny. Po ruské invazi na Ukrajinu z února 2022 kontrolují menší část na jihovýchodě oblasti vojska Ruské federace. Jihovýchodní část oblasti se stala hlavním bojištěm během chersonské protiofenzívy z přelomu srpna a září 2022.

## Geografie
Rozkládá se v jižní části země při pobřeží a Černého moře po obou březích dolního toku Jižního Buhu, při jehož ústí leží hlavní město oblasti Mykolajiv (470 tisíc obyvatel); další významná města jsou Pervomajsk či Očakiv. Oblast byla ustavena 22. března 1937. Většina oblasti má charakter suché a rovinaté stepi s úrodnou černozemí.

## Administrativní členění
Oblast se skládá ze čtyř rajónů:
- Baštanský, hlavní město Baštanka; při administrativní reformě roku 2020 byl do tohoto rajónu včleněn celý Novobuzský rajón s městem Novyj Buh
- Mykolajivský, hlavní město Mykolajiv, další města: Očakiv
- Pervomajský, hlavní město Pervomajsk
- Voznesenský, hlavní město Voznesensk, další města: Pivdennoukrajinsk

## Obyvatelstvo
Mykolajivská oblast je jednou z méně osídlených oblastí Ukrajiny. K 1. lednu 2022 žilo v oblasti 1 091 821 obyvatel.
Oblast se vyznačuje střední mírou urbanizace: v roce 2022 žilo 750,7 tisíc obyvatel čili 68,8 % celkového obyvatelstva ve městech, na venkově žilo 341,1 tisíc lidí (31,2 % všech obyvatel).
Počet obyvatel v oblasti postupně klesá. Tabulka níže představuje populační vývoj oblasti.
| 1990      | 1991      | 1995      | 2000      | 2005      | 2010      | 2015      | 2020      | 2022      |
| --------- | --------- | --------- | --------- | --------- | --------- | --------- | --------- | --------- |
| 1 333 500 | 1 338 900 | 1 346 500 | 1 288 900 | 1 228 800 | 1 188 800 | 1 163 600 | 1 119 100 | 1 091 821 |

Za rok 2021 se narodilo 7 029 živě narozených dětí, zemřelo však 21 388 lidí, z nichž 45 byly děti ve věku do jednoho roku. Na 100 zemřelých připadalo jen 33 živě narozených. Celkový úbytek obyvatel byl 16 573 lidí. Míra kojenecké úmrtnosti tehdy činila 6,4 ‰.
Sčítání v roce 2001 zjistilo nad 90 národností; 81,9 % tvoří Ukrajinci; 14,1 % Rusové; 1 % Moldavané; 0,7 % Bělorusové.
69,2 % všech obyvatel považovalo ukrajinštinu za rodný jazyk, 29,3 % považovalo za svou mateřštinu ruštinu.
Následující tabulka podává přehled největších měst.
| Město          | Ukrajinský název | Počet obyvatel k 1. lednu 2022 |
| -------------- | ---------------- | ------------------------------ |
| Mykolajiv      | Миколаїв         | 470 011                        |
| Pervomajsk     | Первомайськ      | 62 426                         |
| Južnoukrajinsk | Южноукраїнськ    | 38 560                         |
| Voznesensk     | Вознесенськ      | 33 442                         |
| Novyj Buh      | Новий Буг        | 14 782                         |
| Očakiv         | Очаків           | 13 633                         |
| Baštanka       | Баштанка         | 12 180                         |
| Snihurivka     | Снігурівка       | 12 045                         |
| Nova Odesa     | Нова Одеса       | 11 510                         |

## Sousední oblasti
- Kirovohradská oblast (sever)
- Dněpropetrovská oblast (východ)
- Chersonská oblast (jihovýchod)
- Oděská oblast (západ)

Z jižní strany je Mykolajivská oblast ohraničena Černým mořem (náleží k ní však ještě západní část poloostrova Kinburn).